# Stahnsdorfer See
Der Stahnsdorfer See ist ein Natursee im brandenburgischen Landkreis Oder-Spree in der Gemeinde Storkow. Er liegt im Ortsteil Alt Stahnsdorf und gehört zum Naturpark Dahme-Heideseen.

## Geographie
Der ungefähr 50 Hektar große See befindet sich nahe der Anschlussstelle Storkow der Bundesautobahn 12.

## Ökologie
Der Stahnsdorfer See besitzt verschiedene, von den umliegenden Wiesen und Feuchtgebieten ausgehende Zuflüsse in Form kleinerer Graben. Der Abfluss des Sees, der Stahnsdorfer Fließ, befindet sich am Ortseingang von Alt Stahnsdorf und stellt eine Verbindung zum Storkower Kanal dar. An dieser Stelle wurde bereits seit 1537 eine Wassermühle betrieben. Die heute dort befindliche Mühle zählt zu den Baudenkmälern der Region Storkow. Das Fließ steht nahezu in seinem gesamten Verlauf als Teil des Naturschutzgebietes Storkower Kanal unter Naturschutz.
Das westliche Ufer des Sees grenzt zum großen Teil an Privatgrundstücke, ein weiterer Teil lässt sich durch den Uferwanderweg nach Neu Stahnsdorf erreichen. Das östliche Ufer wird vorwiegend von einem Feuchtgebiet dominiert. In der Mitte des Sees befindet sich eine Insel, die heute unter Naturschutz steht. Auf ihr befindet sich eine Graureiherkolonie.

## Freizeit, Tourismus, Sport
Motorbooten ist der Zugang zum Stahnsdorfer See verwehrt. Das Angeln ist mit einer entsprechenden Erlaubnis gestattet.

## Bildergalerie

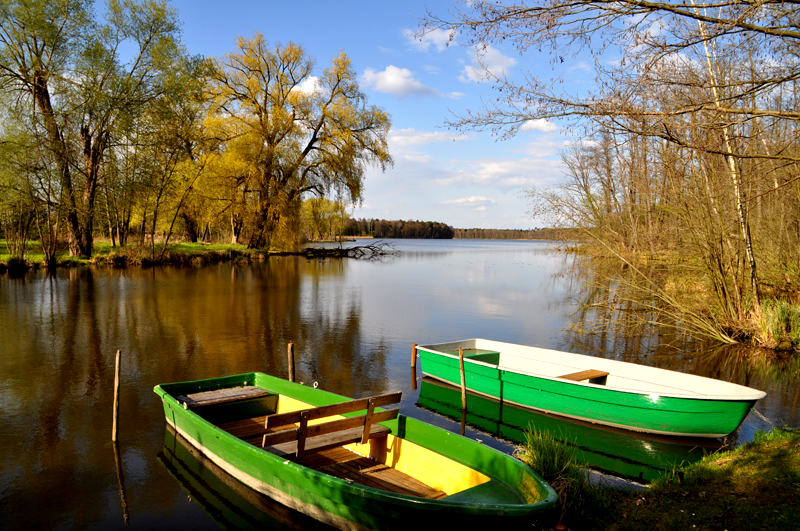
Blick auf das westliche Ufer
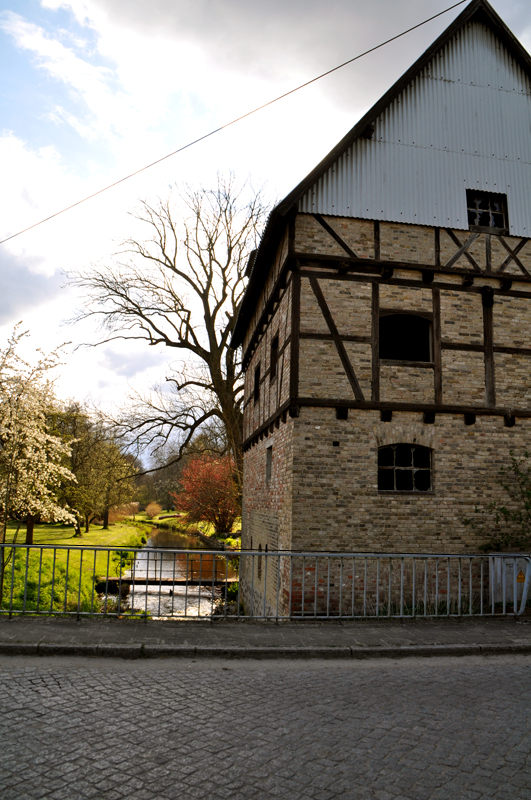
Stahnsdorfer Fließ und Mühle